# Имамалиев, Абдували Имамалиевич
Абдували Имамалиевич Имамалиев (5 декабря 1931, Брич-Мулла, Ташкентская область, Узбекская ССР — 12 апреля 1993, Узбекистан) — советский и узбекский физиолог, один из видных деятелей науки.

## Биография
Родился 5 декабря 1931 года в Брич-Мулла. Вскоре переехал в Ташкент и в 1950 году поступил в Среднеазиатский университет, который он окончил в 1955 году. С 1959 по 1963 год заведовал лабораторией дефолиации и десикации растений, с 1963 по 1968 год занимал должность заместителя директора Института экспериментальной биологии растений. С 1968 по 1975 год занимал должность ректора Ташкентского сельскохозяйственного института, с 1975 по 1976 год занимал должность академика-секретаря Среднеазиатского отделения ВАСХНИЛ. С 1976 по 1983 год занимал должность директора СоюзНИХИ/ВНИИ хлопководства. В 1983 году избран генеральным директором НПО Союзхлопок и проработал в данной должность вплоть до 1987 года.
В 1987 году вернулся в Институт экспериментальной биологии растений, где он 2 года заведовал лабораторией. С 1989 по 1990 год занимал должность генерального директора НПО Биолог. В 1990 году был избран Председателем Президиума Среднеазиатского отделения ВАСХНИЛ. С 1991 по 1993 год занимал должность Президента Узбекской академии сельскохозяйственных наук. Огромная кропотливая работа сказалась на здоровье Абдували Имамалиева и в связи с этим он прожил не совсем долгую, но плодотворную жизнь.
Скончался 12 апреля 1993 года в Узбекистане.

## Научные работы
Основные научные работы посвящены разработке теоретических и практических основ применения дефолиантов и десикантов и изучению биологических основ плодообразования и опадения коробочек у хлопчатника. Автор 400 научных работ, 29 книг и брошюр, 5 монографий и автор 5 свидетельств на изобретения.
Выявил новые эффективные дефолианты и десиканты и разработал оптимальные условия их применения. Разработал проблему программирования получения высокого урожая хлопка.

## Членство в обществах
- 1978-92 — Академик ВАСХНИЛ.
- 1991 — Академик Узбекской академии сельскохозяйственных наук.

## Награды и премии
- 1970 — Медаль «За доблестный труд. В ознаменование 100-летия со дня рождения В. И. Ленина».
- 1971, 1981 — Орден Трудового Красного Знамени (2-кратный кавалер).
- 1980 — Медаль Дружбы народов СРВ.
- 1983 — Премия Совета Министров СССР.
- 1985 — Государственная премия Узбекской ССР.